# Anton Verstoep
Anton „Ton“ Verstoep (* um 1940) ist ein niederländischer Badmintonspieler. Er war mit Bep Verstoep verheiratet.

## Karriere
Der Niederländer Anton Verstoep war Anfang der 1960er Jahre einer der dominierenden Badmintonspieler in Belgien. Über einen Zeitraum von fünf Jahren gewann er fünf Titel im Herreneinzel, zwei Titel im Herrendoppel und drei Titel im Mixed. Als Funktionär war er unter anderem Vizepräsident der IBF.

## Sportliche Erfolge
| Saison    | Veranstaltung                  | Disziplin    | Platz | Name                                |
| --------- | ------------------------------ | ------------ | ----- | ----------------------------------- |
| 1959/1960 | Belgien: Einzelmeisterschaften | Mixed        | 1     | Anton Verstoep / Bep Verstoep       |
| 1959/1960 | Belgien: Einzelmeisterschaften | Herreneinzel | 1     | Anton Verstoep                      |
| 1959/1960 | Belgien: Einzelmeisterschaften | Herrendoppel | 1     | Guy van Branteghem / Anton Verstoep |
| 1960/1961 | Belgien: Einzelmeisterschaften | Mixed        | 1     | Anton Verstoep / Bep Verstoep       |
| 1960/1961 | Belgien: Einzelmeisterschaften | Herreneinzel | 1     | Anton Verstoep                      |
| 1961/1962 | Belgien: Einzelmeisterschaften | Mixed        | 1     | Anton Verstoep / Bep Verstoep       |
| 1961/1962 | Belgien: Einzelmeisterschaften | Herreneinzel | 1     | Anton Verstoep                      |
| 1961/1962 | Belgien: Einzelmeisterschaften | Herrendoppel | 1     | Guy van Branteghem / Anton Verstoep |
| 1962/1963 | Belgien: Einzelmeisterschaften | Herreneinzel | 1     | Anton Verstoep                      |
| 1963/1964 | Belgien: Einzelmeisterschaften | Herreneinzel | 1     | Anton Verstoep                      |